# Kem thịt lợn muối xông khói
Kem thịt lợn muối xông khói (hoặc kem thịt lợn muối xông khói và trứng) là một loại kem thường được tạo ra bằng cách thêm thịt lợn muối xông khói vào sữa trứng và làm đông lạnh hỗn hợp. Khái niệm kem thịt lợn muối xông khói bắt nguồn từ một bản phác thảo năm 1973 trên loạt phim hài The Two Ronnies của Anh dưới dạng trò đùa cợt; sau cùng món này được một tiệm kem ở New York tạo ra dành cho ngày Cá tháng Tư năm 1982. Vào thập niên 2000, đầu bếp người Anh Heston Blumenthal đã thử nghiệm kem, làm một loại sữa trứng tương tự như trứng bác và thêm thịt lợn muối xông khói để tạo ra một trong những món ăn đặc trưng của ông. Bây giờ nó xuất hiện trên thực đơn tráng miệng ở các nhà hàng khác.